# فیلم جاس‌اروپایی

پوستر فیلم عملیات جیمز تونت دی یو ایی (۱۹۶۶) گلوله آتشین ۰۰۷ را مسخره می‌کند

جاس‌اروپایی (فیلم جاسوسی اروپایی) یا فیلم جاسوسی اسپاگتی (در هنگام اشاره به فیلم‌های تولیدشدهٔ ایتالیایی در این ژانر)، ژانر ازفیلم‌های جاسوسی است که در اروپا، به ویژه در ایتالیا، فرانسه و اسپانیا تولید می‌شود. صادقانه یا اینکه از فیلم‌های جاسوسی انگلیسی جیمز باند تقلید می‌کند موج اول فیلم‌های جاس‌اروپایی در سال ۱۹۶۴، دو سال پس از اولین فیلم جیمز باند، دکتر نو، و در همان سال اکران آنچه بسیاری از آن به عنوان اوج سریال باند، گلدفینگر می‌دانند. در بیشتر موارد، جنون جاسپا تا حدود ۱۹۶۷ یا ۱۹۶۸ ادامه داشت. در ایتالیا، جایی که بیشتر این فیلم‌ها تولید می‌شدند، این روند جایگزین ژانر در حال زوال شمشیر و صندل شد.
کریستوفر فریلینگ، که تعداد فیلم‌های جاس‌اروپایی را ۵۰ فیلم تخمین زد، احساس کرد که آنها چنین ویژگی‌هایی را به وسترن اسپاگتی به عنوان تأکید بر فناوری مرگ منتقل می‌کنند، مانند سلاح‌های ویژه، گمنامی شخصیت اصلی، معادله «پول = قدرت» از شخصیت‌های شرور و صحبت‌های شوخی آمیز در خلوت که پس از یک سکانس خشن، خنده تماشاگران را درمی‌آورد.
برای صحنه‌سازی بیشتر، این فیلم‌ها اغلب ستاره‌های آمریکایی و بریتانیایی را در نقش‌های اصلی بازی می‌کردند.

## یادداشت
1. ↑  Chapman, James (2000). Licence to Thrill: A Cultural History of the James Bond Films. Columbia University Press. ISBN 978-0-231-12048-7.
2. ↑  Parish, James Robert; Pitts, Michael R. (1974). The Great Spy Pictures. Scarecrow Press. ISBN 978-0-8108-0655-9.
3. ↑  "Films in Review". National Board of Review of Motion Pictures. 25. 1974.
4. ↑  p. 92 Frayling, Christopher. Spaghetti Westerns: Cowboys and Europeans from Karl May to Sergio Leone, I.B. Taurus, 2006. See Karl May and Sergio Leone.
5. ↑  Blake, Matt & Deal, David. The Eurospy Guide, Luminary Press, 2004